# Tempelschatz von Jerusalem

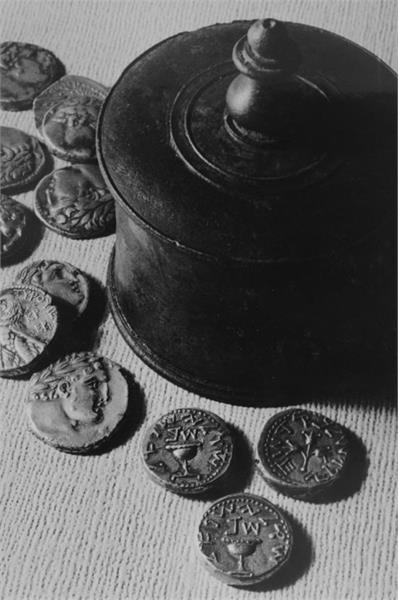
Das Silbergeld des Tempels: Pyxis mit Tyrischen Schekeln und Münzprägungen des Jüdischen Krieges, gefunden in Jerusalem (Israel Museum)

Der Tempelschatz von Jerusalem (hebräisch: קרבן korban, aramäisch: קרבנא korbana; als Fremdwort in griechischen Quellen: κορβᾶν, κορβανᾶς oder κορβωνᾶς) bestand aus Silbergeld und wertvollen Objekten, die im Jerusalemer Tempel deponiert waren. Das Wort korban meint eigentlich die Weihegabe, wurde aber zum terminus technicus für den Tempelschatz.

## Zusammensetzung des Tempelschatzes
- Die Grundlage des Tempelschatzes war Silbergeld: Die in Form von Tyrischen Schekeln erhobene Tempelsteuer war eine Kopfsteuer, die von Juden aus der gesamten Diaspora an den Jerusalemer Tempel abgeführt wurde. Diese Einkünfte des Tempels waren von lokalen Krisen relativ unabhängig; dadurch akkumulierte der Tempel viel Kapital.[2] (Dass es in Jerusalem um die Zeitenwende durch den Pilgerbetrieb am Tempel viel Silber gab, bestätigte eine Analyse von Tongefäßen aus 38 Ausgrabungsorten in ganz Israel: die Jerusalemer Keramik enthielt erheblich mehr Silberrückstände als die Vergleichsproben. Das Silber war über das Grundwasser in die Keramik gelangt.[3])
- Ebenfalls aus dem ganzen Mittelmeerraum wurden dem Tempel Weihegaben geschenkt.
- Der Tempelschatz war drittens auch Aufbewahrungsort privater Schätze reicher Jerusalemer Familien.[4] Josephus zufolge lagerten dort „große Summen an Geld, große Mengen von Kleidern und andere Kostbarkeiten.“ (Bellum 6,5,2)

- Zum Tempelschatz im weiteren Sinne gehörten schließlich die Kultgegenstände aus Edelmetall, die als Beutegut auf dem Triumphzug des Titus mitgeführt wurden und auf dem Titusbogen dargestellt sind: die goldene Menora, der goldene Schaubrottisch, die beiden silbernen Tempeltrompeten.

## Der Jerusalemer Tempel als Wirtschaftszentrum
Durch die Kultzentralisation unter Josia stieg der Tempel in Jerusalem zu einem Wirtschaftszentrum auf: „In diesem Sinne diente er als Schatzhaus, Bank, Finanzamt und (ab der persischen Zeit) als Münzprägeanstalt.“ Neh 10,39-40  beschreibt, welche unterschiedlichen Güter in der Perserzeit in den Schatzkammern des Zweiten Tempels lagerten. In der Folgezeit wurde die aus der ganzen Diaspora nach Jerusalem fließende Tempelsteuer zum wichtigsten Komponente des Tempelschatzes.

## In hellenistischer Zeit
Für die Zeit der Seleukidenherrschaft ist man auf die Makkabäerbücher angewiesen, die aber keine objektive Darstellung der Verhältnisse vor dem Makkabäeraufstand bieten. Erkennbar ist: Der Tempelschatz war als Ressource einbezogen in den Machtkampf zweier Jerusalemer Familien, der Oniaden und der Tobiaden.
Unter Seleukos IV. war ein gewisser Simon Finanzverwalter des Tempels (προστάτης τοῦ ἱεροῦ). Er schlug dem Strategen von Koilesyrien und Phönizien vor, überschüssige, da für den Kult nicht notwendige, Gelder aus dem Jerusalemer Tempelschatz zu nehmen und dem König abzuliefern, da dieser sich auch um den Kult kümmere (2 Makk 3,6 ). Die Absicht dabei war, den Hohenpriester Onias III. in Bedrängnis zu bringen; diesem gelang es aber, den königlichen Gesandten Heliodor davon zu überzeugen, dass die im Tempel deponierten Gelder Witwen und Waisen sowie dem Hyrkanos gehörten.
Menelaos, ein Mitglied der Jerusalemer Priesteraristokratie, versprach Antiochus IV. im Jahr 172 v. Chr. eine Erhöhung des Tributs um 300 Talente im Gegenzug für das Amt des Hohenpriesters. Als Menelaus mit diesen Zahlungen in Rückstand geriet, konnte er die Situation zunächst dadurch entschärfen, dass er den zuständigen Beamten Andronikos mit Tempelinventar bestach (2 Makk 4,32 ). Andronikos fiel aber aus anderen Gründen in Ungnade und wurde hingerichtet. Antiochus bestand nun auf die Erstattung der versprochenen Summe durch Menelaos, und dieser wollte oder konnte den Betrag weder aus seinem Privatvermögen zahlen, noch durch eine Abgabe der Jerusalemer Oberschicht zusammenbringen. Also nahm Lysimachos, der Bruder des Menelaos, mit dessen Wissen einen Geldbetrag aus dem Tempelschatz.

## Im Reich des Herodes
Da Herodes selbst nicht aus priesterlicher Familie stammte, war es für seine Herrschaft von entscheidender Bedeutung, die Besetzung des Hohenpriesteramtes zu kontrollieren. Herodes finanzierte mit dem Tempelschatz seinen Tempelneubau.
Als die Münzstätte Tyros im Jahr 19 v. Chr. die Produktion von silbernen Schekeln einstellte, kaufte Herodes dieser Stadt ihr Münzrecht ab und übertrug es auf den Jerusalemer Tempel, wo fortan tyrische Schekel geprägt wurden, die Währung des Tempels. Die Münzstätte Jerusalem ist (nach Yaakov Meshorer) durch die auf die Münzen geprägten griechischen Buchstaben ΚΡ (Abkürzung von KΡΑΤΟΣ, „Herrschaft“) erkennbar.

## In der römischen Provinz Judäa

### Kontrolle des Tempelschatzes
Die Tempelaufsicht (ἐξουσία τοῦ ναοῦ) hatte immer der ranghöchste Herodianer auf Lebenszeit inne. Dieses Arrangement wurde von Kaiser Claudius eingeführt. Es war für die römische Zentralregierung vorteilhaft, da ein mögliches Konfliktfeld entschärft wurde, auch für die jüdische Bevölkerung, da es eine Reminiszenz an die ehemalige Selbständigkeit des Landes war; es beschränkte aber die Macht der römischen Provinzstatthalter. Das widersprach deren Selbstverständnis, so dass Pontius Pilatus und Gessius Florus sich über die Regelung hinwegsetzten und dem Tempelschatz Geld entnahmen, was jeweils zu schweren Unruhen führte.

### Verwaltung des Tempelschatzes
Der Tempelhauptmann (סגן sagan) befehligte Wachmannschaften, die (neben anderen Kontrollaufgaben auf dem Tempelareal) den Tempelschatz bewachten. Die Schatzmeister (גזברים gizbarim) waren für das Finanzwesen des Heiligtums zuständig; die אמרכלין ammarkelin waren wahrscheinlich in untergeordneter Position in der Finanzverwaltung eingesetzt.

### Lagerung des Tempelschatzes
Im Herodianischen Tempel diente das Tempelhaus zur Lagerung des Tempelschatzes. Der Mischna (Middot IV 3) zufolge gab es darin insgesamt 38 Zellen in mehreren Stockwerken an der Nord-, Süd- und Westseite; an der Ostseite befand sich das große Eingangsportal. Weiterhin erwähnt die Mischna (Schekalim V 6) zwei Kammern: eine Kammer fungierte als eine Art Sozialfonds, in die anonyme Spender einzahlten und aus der verarmte Mitglieder vornehmer Familien unterstützt wurden. Die andere Kammer diente zur Aufnahme von Ritualgeräten, die dem Tempel von Gläubigen geweiht wurden; die Schatzmeister prüften diese Geschenke daraufhin, ob sie im Kult verwendet werden sollten, andernfalls wurden sie verkauft und der Erlös dem Tempelschatz zugeführt.

### Verwendung des Tempelschatzes
Die wichtigste Aufgabe war die Aufrechterhaltung des Kultes. Darüber hinaus gab es eine Reihe weiterer Verwendungszwecke, die von der jüdischen Bevölkerung als legitim angesehen wurden, aber nur, wenn sie vom Inhaber der Tempelaufsicht angeordnet wurden:
- Baumaßnahmen am Tempel;
- Stadtbefestigung von Jerusalem;
- Wasserversorgung von Jerusalem (der Tempel profitierte durch seinen hohen Wasserverbrauch davon[13]);
- Straßenbau in Jerusalem.

### Unbefugte Entnahmen von Geld aus dem Tempelschatz (Übersicht)
- Licinius Crassus, zur Finanzierung des Partherfeldzuges (54/53 v. Chr.);
- Quinctilius Varus im Auftrag des Prokurators Sabinus (4 v. Chr.);
- Pontius Pilatus, zum Bau einer Wasserleitung in Jerusalem;
- Gessius Florus, zum Ausgleich eines Steuerdefizits (Frühjahr 66 n. Chr.).

## Jüdischer Krieg
Die Zeloten nutzten das Silber des Tempelschatzes für ihre eigenen Münzprägungen, welche die tyrischen Schekel mit ihrer paganen Symbolik ersetzen sollten.
Bei der Eroberung Jerusalems im Jahr 70 sicherten sich Titus und Vespasian bereits geeignete Objekte, die bei ihrem gemeinsamen, von langer Hand vorbereiteten Triumphzug eine Rolle spielen sollten. Dazu gehörten kostbare rituelle Gegenstände aus dem Tempel (Menora, Schaubrottisch, eine Torarolle). Die Masse des erbeuteten Tempelschatzes wurde im Winter 70/71 in Caesarea gelagert und auf dem Seeweg nach Rom gebracht.
Mit diesem Geld finanzierte Vespasian mehrere Bauvorhaben, vor allem das Amphitheatrum Flavium (Kolosseum). Der von Géza Alföldy rekonstruierten Stifterinschrift zufolge wurde das „neuartige Amphitheater“ aus der Kriegsbeute (manubiae) finanziert, und hierfür kommt nur der Jüdische Krieg in Betracht.
Viele Beutestücke aus Jerusalem, besonders die Ritualgegenstände, die auf dem Triumphzug des Titus in Rom präsentiert wurden, hat man anschließend im Templum Pacis deponiert. Das Templum Pacis wurde eigens zur Aufnahme dieser Beutestücke erbaut, und wahrscheinlich auch mit dem Geld, das im Jerusalemer Tempel erbeutet worden war.
Ein weiteres aus der Jerusalemer Beute bezahltes kaiserliches Bauprojekt war wahrscheinlich das Theater von Daphne.